# Scymnus paracanus
Scymnus paracanus är en skalbaggsart som beskrevs av J. Chapin 1973. Scymnus paracanus ingår i släktet Scymnus och familjen nyckelpigor.

## Underarter
Arten delas in i följande underarter:
- S. p. paracanus
- S. p. linearis